# Готель «Нью-Роуз»
Готель «Нью-Роуз» (англ. New Rose Hotel) — оповідання Вільяма Гібсона, вперше опубліковане в Omni у липні 1984 року, а пізніше включене до його збірки «Спалити Хром».

## Головні герої
- Оповідач — агент-шпигун «Хосака», партнер Фокса.
- Фокс — агент-шпигун «Хосака».
- Сенді — новоприбула колега Фокса та головного героя.

## Сюжет
Історія розповідає про двох агентів мегакорпорації дзайбацу «Хосака», які здійснюють нову версію корпоративного шпигунства, захоплюючи вчених та інженерів конкуруючих фірм. З огляду на пропонований рівень захисту, вилучення їх із компанії є дуже небезпечною справою. 
За сюжетом, оповідач і Фокс об’єдналися з новим колегою, Сенді, щоб витягнути надзвичайно талановитого біолога Хіросі з нової німецької дослідницької компанії «Маас Біолабс». Безпека компанії чудова, а спроба потребує багато часу для планування.
Після успішного вилучення вченого Сенді зникає. Вчений починає працювати у своїй новій компанії в секретній лабораторії у Марокко, але дізнається, що заразився смертельною хворобою, яка вбиває його та всіх інших у лабораторії. Зрозумівши, що їх зрадили, Фокс і оповідач біжать, їхні банківські рахунки знищені їхнім тепер уже колишнім роботодавцем «Хосака». 
Фокса вбивають, а оповідач переховується. Події розгортаються через тиждень після подій у занедбаному капсульному готелі в Японії «Нью-Роуз». Оповідач проводить час, чекаючи на прибуття вбивць, сумуючи за Сенді (бо за час роботи полюбив її) та розмірковуючи про самогубство. 

## Фільм
Режисер Абель Феррара адаптував оповідання як повнометражний фільм, New Rose Hotel, випущений у 1998 році; фільм дотримувався сюжету новели.